# Francesco Fossi
Francesco Fossi (* 15. April 1988 in Florenz) ist ein italienischer Ruderer.

## Sportliche Karriere
Fossi startete bei den Junioren-Weltmeisterschaften 2004 im Achter und belegte den neunten Platz, bei den Junioren-Weltmeisterschaften 2005 und bei den Junioren-Weltmeisterschaften 2006 gewann er die Silbermedaille im Vierer mit Steuermann. 2007 debütierte Fossi im Ruder-Weltcup und belegte mit dem gesteuerten Vierer den dritten Platz in Luzern. Mit dem Achter belegte er den elften Platz bei den U23-Weltmeisterschaften 2007 und mit dem Vierer mit Steuermann belegte er bei den Weltmeisterschaften in der Erwachsenenklasse den sechsten Platz. 2008 gewann Fossi mit dem gesteuerten Vierer den Titel bei den U23-Weltmeisterschaften, 2009 folgte die Silbermedaille. In der Erwachsenenklasse belegte Fossi 2009 mit dem Achter den sechsten Platz bei den Weltmeisterschaften und den fünften Platz bei den Europameisterschaften. In seinem letzten U23-Jahr gewann Fossi im Vierer ohne Steuermann den Titel bei den U23-Weltmeisterschaften 2010. In der gleichen Bootsklasse belegte er den vierten Platz bei den Europameisterschaften und den sechsten Platz bei den Weltmeisterschaften. 2011 belegte der italienische Vierer ohne Steuermann den zehnten Platz bei den Weltmeisterschaften. Bei den Europameisterschaften erhielten Mario Paonessa, Francesco Fossi, Luca Agamennoni und Andrea Palmisano die Bronzemedaille. 
2012 wechselte Fossi vom Riemenrudern zum Skullrudern. Bei den Olympischen Spielen 2012 belegte Fossi mit dem italienischen Doppelvierer den elften Platz. 2013 rückte Fossi zu Romano Battisti in den Doppelzweier, bei den Europameisterschaften in Sevilla gewannen die beiden zu Beginn der Saison 2013 den Titel. Nach einem zweiten Platz hinter dem neuseeländischen Doppelzweier beim Weltcup in Luzern, erhielten die beiden Italiener die Bronzemedaille bei den Weltmeisterschaften 2013 hinter den Booten aus Norwegen und Litauen. 2014 gewannen die kroatischen Brüder Martin und Valent Sinković den Titel bei den Weltmeisterschaften vor Battisti und Fossi. 2015 belegten die Italiener einen dritten und einen vierten Platz im Weltcup, mit dem zehnten Platz bei den Weltmeisterschaften gelang ihnen aber nur knapp die direkte Olympiaqualifikation für 2016. Bei den Olympischen Spielen 2016 erreichten Battisti und Fossi den vierten Platz.